# Ira narcisista
La ira narcisista es una reacción a la herida narcisista, es decir, una reacción a una amenaza percibida por el narcisista sobre su autoestima. Es una expresión acuñada por Heinz Kohut en 1972. La expresión herida narcisista es una expresión usada por primera vez por Sigmund Freud en 1920. Estos conceptos tienen (como la propia psicología del sí mismo) profundas raíces en la exploración del psicoanálisis de la primera mitad del siglo XX.
Los términos daño narcisista, frustración narcisista y cicatriz narcisista (este último usado por Freud en 1920) reflejan conceptos similares al de herida narcisista y a veces son intercambiables. Se estima que los narcisistas tienen dos capas o niveles de ira. La primera capa puede considerarse como un enojo constante (hacia alguien), mientras que la segunda es una cólera autodirigida.